# Laguna Larga (Chubut)
La laguna Larga es un lago de origen glacial andino ubicado en Argentina, en el territorio de la provincia del Chubut, en el departamento Futaleufú, Patagonia.

## Geografía
La laguna Larga se extiende desde el sureste al noroeste, con una distancia de 3.5 kilómetros a una altitud de 811 metros.
Se encuentra a menos de 2 km al sureste brazo sureste del lago Futalaufquen. Se encuentra dentro del parque nacional Los Alerces. Ocupa una pequeña cuenca de origen glaciar, antiguo lecho de un desaparecido glaciar tras el final de la última edad de hielo.
En el difícil acceso, la laguna está rodeada por un hermoso y muy húmedo bosque andino patagónico virgen. Hay principalmente coihué (Nothofagus dombeyi) y ciprés de la cordillera (Austrocedrus chilensis).
A cinco kilómetros al noreste de la laguna se encuentra la laguna Trafipan. Existe un proyecto llamado Trafipan 2000 para erigir la estación de esquí más grande de Sudamérica.
La laguna es parte de la cuenca del río Futaleufú, cuyas aguas cruzan los Andes y desemboca a través del río Yelcho en el Océano Pacífico en Chile.
Su emisario se presenta en su extremo noroeste y desemboca en el lago Futalaufquen